# Moussy-le-Vieux
Pour les articles homonymes, voir Moussy.
Moussy-le-Vieux est une commune française située dans le département de Seine-et-Marne, en région Île-de-France.

## Géographie

### Localisation
Moussy-le-Vieux est à 5 km à l'ouest de Dammartin-en-Goële et à 12 km au nord de Mitry-Mory (chef-lieu de canton).

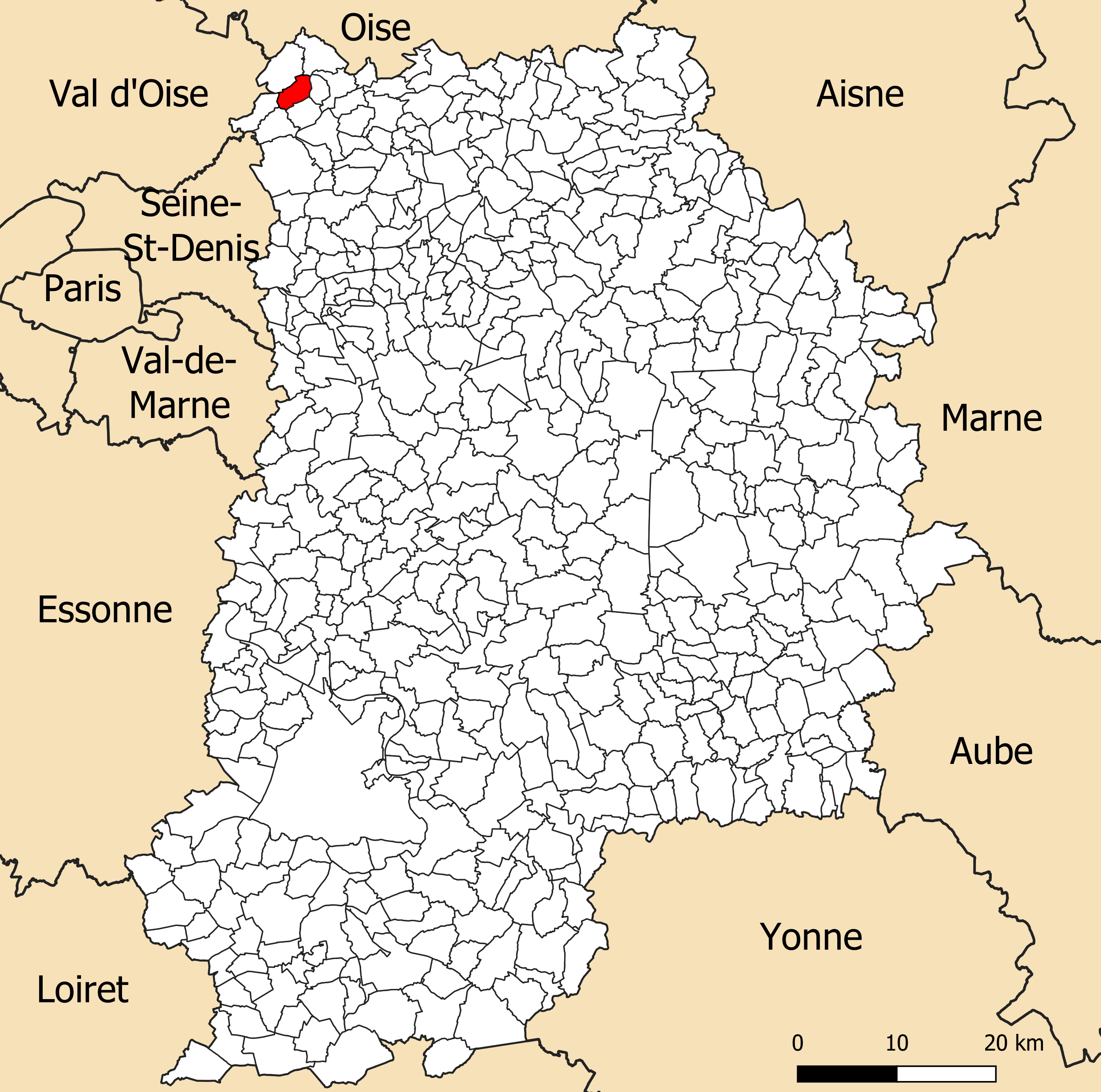
Localisation de la commune de Moussy-le-Vieux dans le département de Seine-et-Marne.

### Communes limitrophes
|                  | Moussy-le-Neuf            | Othis       |
| Mauregard        | Moussy-le-Vieux           | Longperrier |
| Le Mesnil-Amelot | Villeneuve-sous-Dammartin |             |

### Hydrographie
Le réseau hydrographique de la commune se compose de  trois cours d'eau référencés :
- la rivière Biberonne, longue de 12,23 km[1], affluent de la Beuvronne ;
  - le ru du Pré de Vilaine, 2,39 km[2], affluent de la Biberonne ;
    - le fossé 01 des Malbarreaux, 1,74 km[3], qui conflue avec le ru du Pré de Vilaine.

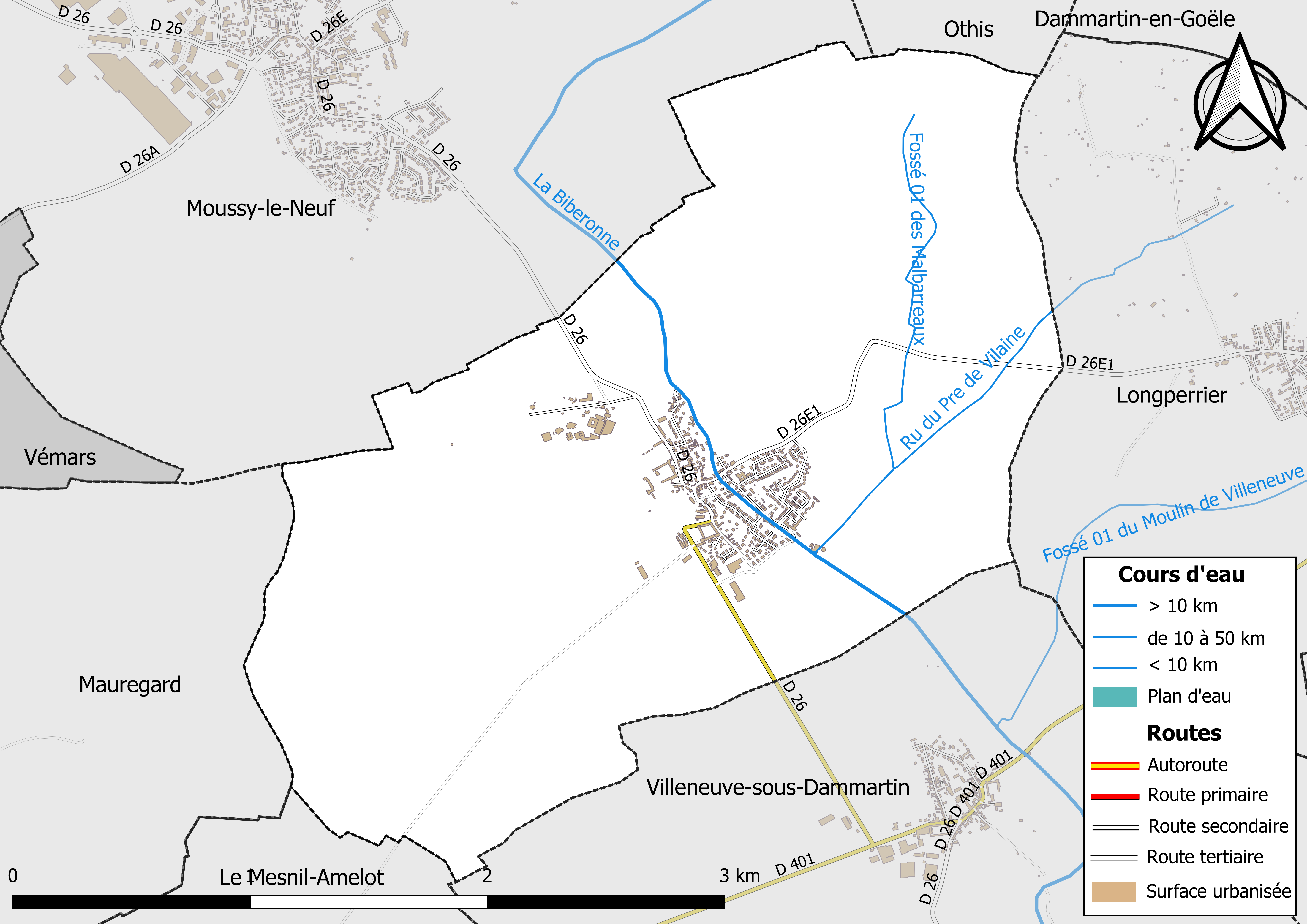
Carte des réseaux hydrographique et routier de Moussy-le-Vieux.

La longueur totale des cours d'eau sur la commune est de 5,300 km.

### Géologie et relief

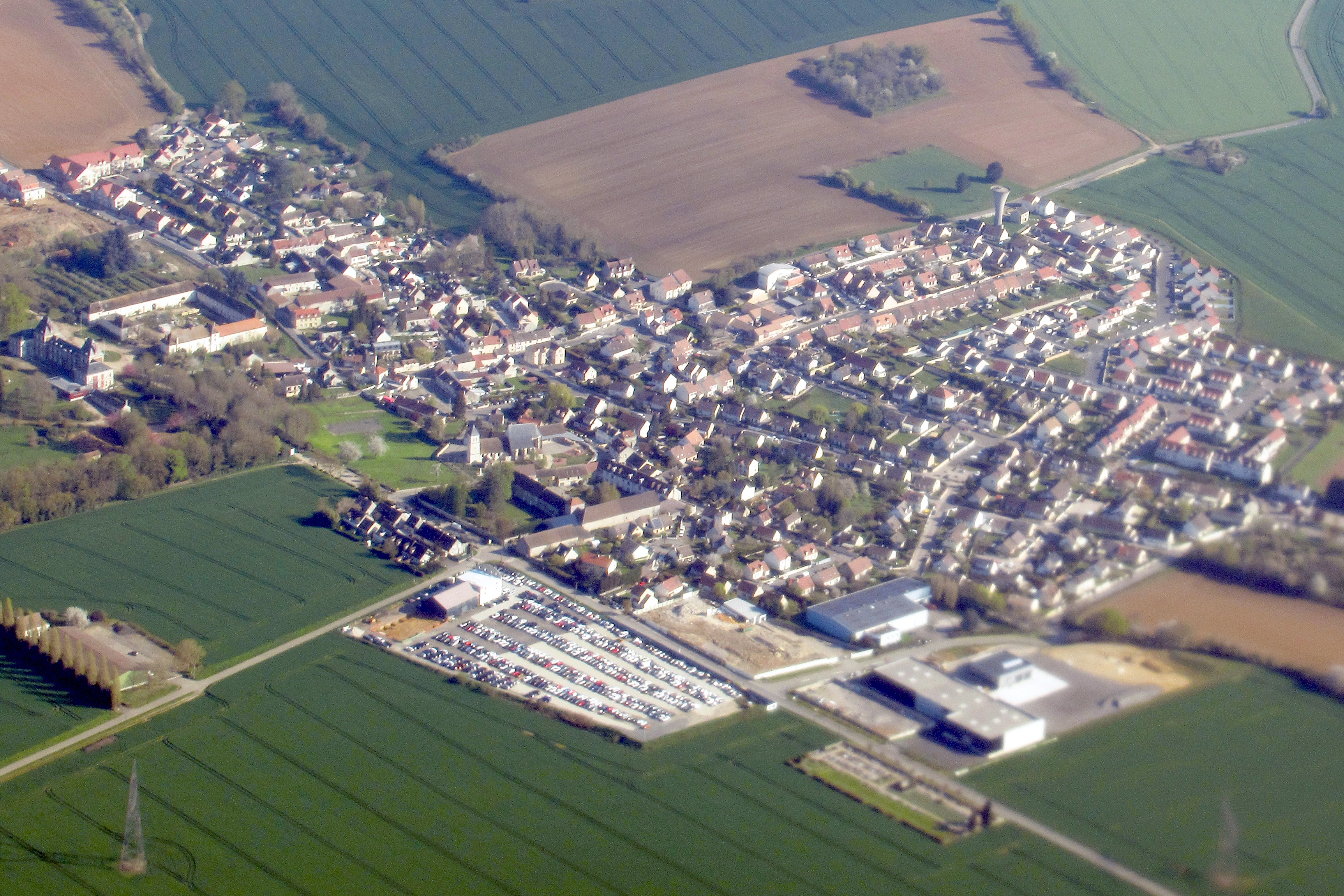
Vue aérienne de Moussy-le-Vieux.

La commune est classée en zone de sismicité 1, correspondant à une sismicité très faible.

### Climat
Pour des articles plus généraux, voir Climat de l'Île-de-France et Climat de Seine-et-Marne.
En 2010, le climat de la commune est de type climat océanique dégradé des plaines du Centre et du Nord, selon une étude du CNRS s'appuyant sur une série de données couvrant la période 1971-2000. En 2020, Météo-France publie une typologie des climats de la France métropolitaine dans laquelle la commune est exposée à un climat océanique altéré et est dans la région climatique Sud-ouest du bassin Parisien, caractérisée par une faible pluviométrie, notamment au printemps (120 à 150 mm) et un hiver froid (3,5 °C).
Pour la période 1971-2000, la température annuelle moyenne est de 11 °C, avec une amplitude thermique annuelle de 15,2 °C. Le cumul annuel moyen de précipitations est de 702 mm, avec 11,1 jours de précipitations en janvier et 8,1 jours en juillet. Pour la période 1991-2020, la température moyenne annuelle observée sur la station météorologique la plus proche, située sur la commune du Plessis-Belleville à 11 km à vol d'oiseau, est de 11,4 °C et le cumul annuel moyen de précipitations est de 661,7 mm,. Pour l'avenir, les paramètres climatiques de la commune estimés pour 2050 selon différents scénarios d'émission de gaz à effet de serre sont consultables sur un site dédié publié par Météo-France en novembre 2022.

### Milieux naturels et biodiversité
Aucun espace naturel présentant un intérêt patrimonial n'est recensé sur la commune dans l'inventaire national du patrimoine naturel,,.

## Urbanisme

### Typologie
Au 1er janvier 2024, Moussy-le-Vieux est catégorisée bourg rural, selon la nouvelle grille communale de densité à sept niveaux définie par l'Insee en 2022.
Elle est située hors unité urbaine. Par ailleurs la commune fait partie de l'aire d'attraction de Paris, dont elle est une commune de la couronne,. Cette aire regroupe 1 929 communes,.

### Occupation des sols
L'occupation des sols de la commune, telle qu'elle ressort de la base de données européenne d’occupation biophysique des sols Corine Land Cover (CLC), est marquée par l'importance des territoires agricoles (80,6 % en 2018), une proportion sensiblement équivalente à celle de 1990 (80,7 %). La répartition détaillée en 2018 est la suivante : 
terres arables (76,7 %), forêts (13,2 %), zones urbanisées (6,2 %), prairies (3,9 %).
Parallèlement, L'Institut Paris Région, agence d'urbanisme de la région Île-de-France, a mis en place un inventaire numérique de l'occupation du sol de l'Île-de-France, dénommé le MOS (Mode d'occupation du sol), actualisé régulièrement depuis sa première édition en 1982. Réalisé à partir de photos aériennes, le Mos distingue les espaces naturels, agricoles et forestiers mais aussi les espaces urbains (habitat, infrastructures, équipements, activités économiques, etc.) selon une classification pouvant aller jusqu'à 81 postes, différente de celle de Corine Land Cover,,. L'Institut met également à disposition des outils permettant de visualiser par photo aérienne l'évolution de l'occupation des sols de la commune entre 1949 et 2018.

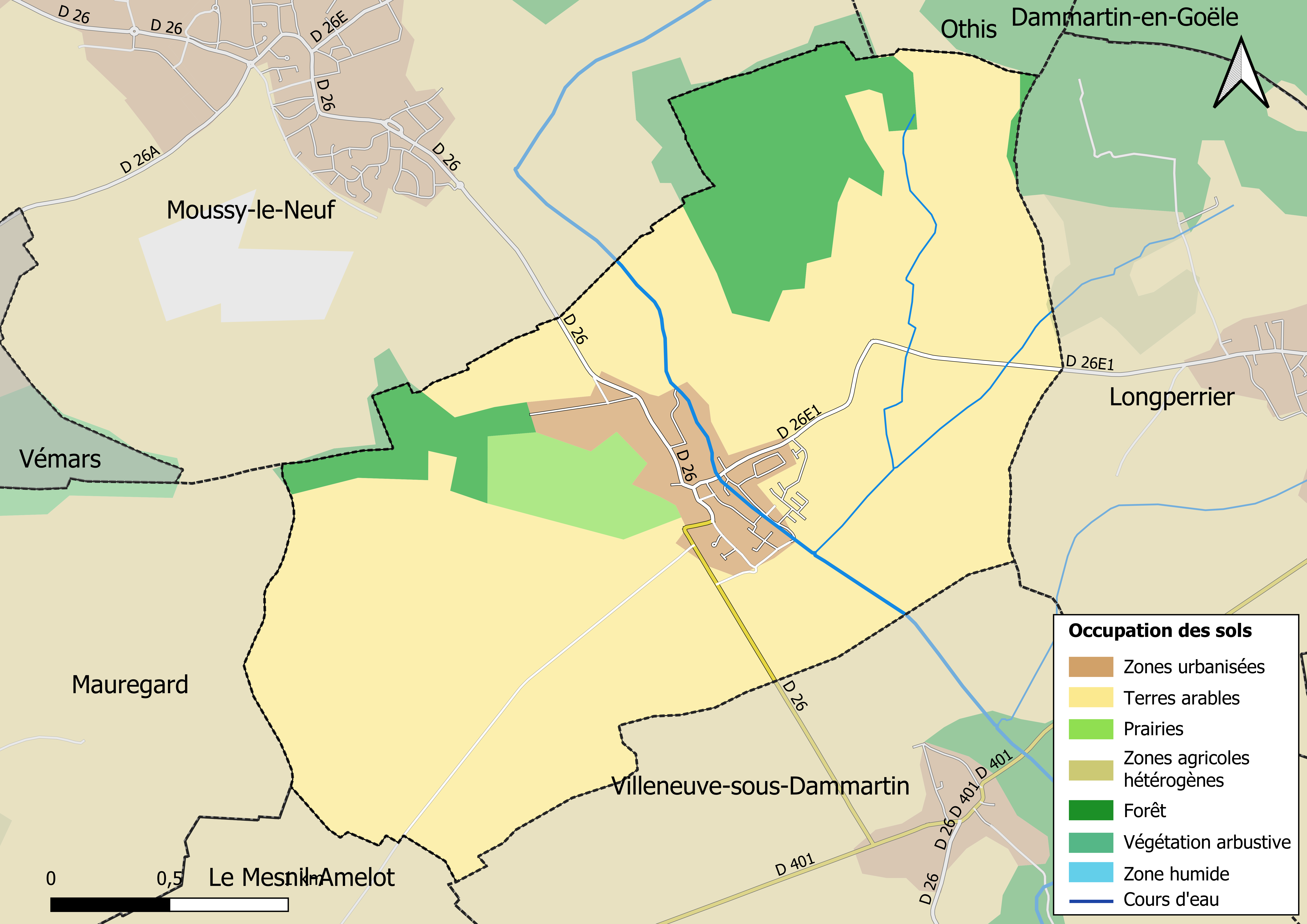
Carte des infrastructures et de l'occupation des sols en 2018 (CLC) de la commune.
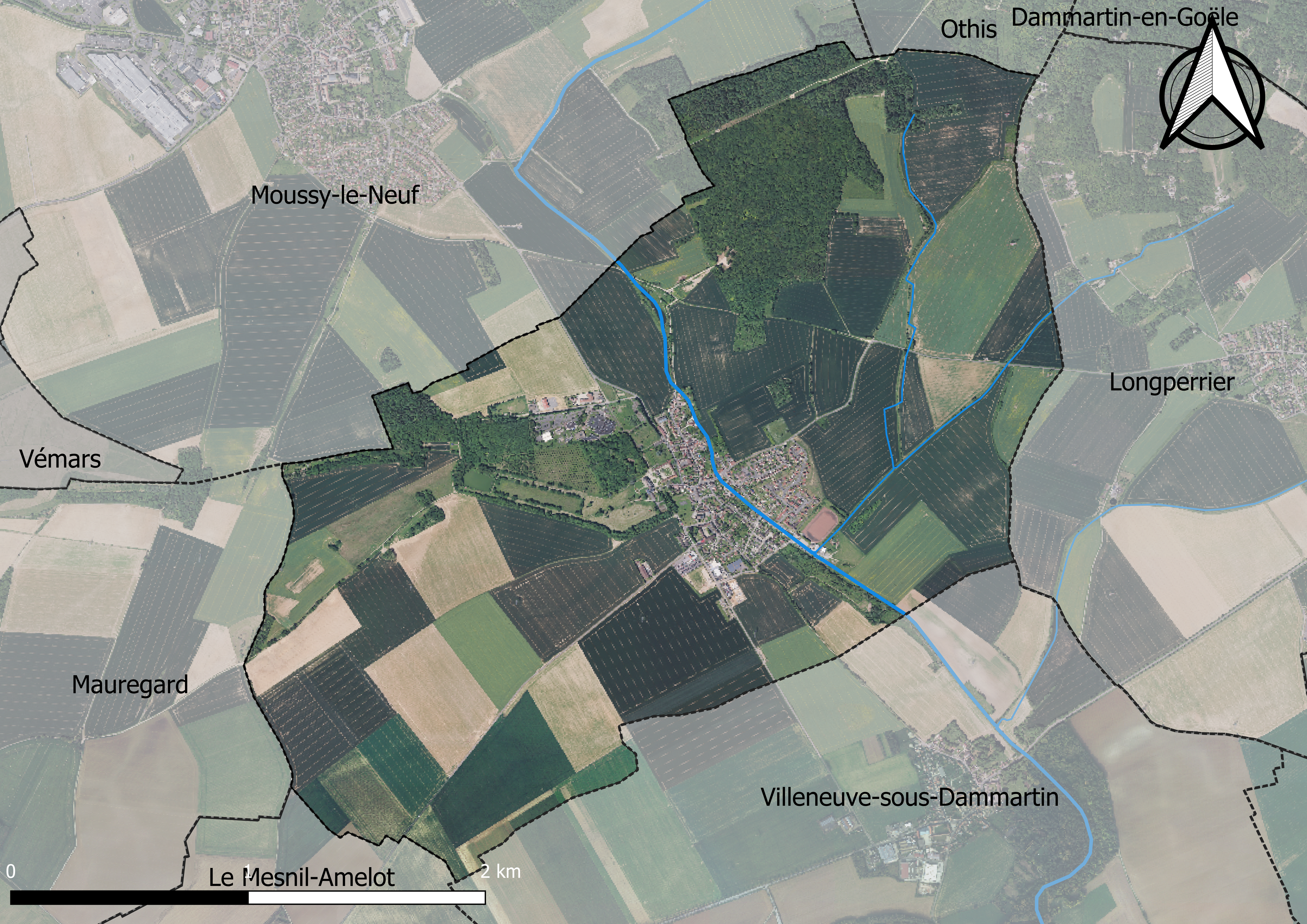
Carte orhophotogrammétrique de la commune.

### Planification
La loi SRU du 13 décembre 2000 a incité les communes à se regrouper au sein d’un établissement public, pour déterminer les partis d’aménagement de l’espace au sein d’un SCoT, un document d’orientation stratégique des politiques publiques à une grande échelle et à un horizon de 20 ans et s'imposant aux documents d'urbanisme locaux, les PLU (Plan local d'urbanisme). La commune est dans le territoire du SCOT Roissy Pays de France, approuvé le 19 décembre 2019 et porté par la communauté d’agglomération Roissy Pays de France.
La commune, en 2019, avait engagé l'élaboration d'un plan local d'urbanisme. Un plan local d'urbanisme intercommunal couvrant le territoire de la communauté de communes de la Bassée - Montois était en élaboration,.

### Logement
En 2016, le nombre total de logements dans la commune était de 556, dont 73,6 % de maisons et 26,3 % d'appartements.
Parmi ces logements, 92,1 % étaient des résidences principales, 0,4 % des résidences secondaires et 7,6 % des logements vacants.
La part des ménages fiscaux propriétaires de leur résidence principale s'élevait à 68,4 % contre 31,1 % de locataires, dont 10 % de logements HLM loués vides (logements sociaux) et 0,6 % logés gratuitement.

### Voies de communication et transports
La commune est desservie par les lignes d'autocars No 702, No 711, No 715, No 716 et No 719 du réseau de bus Roissy Est.

## Toponymie
Le nom de la localité est mentionné sous les formes Moncellum en 1193 ; J. de Musciaco en 1205 ; Monciacum vetus en 1235 ; Monci en 1272 ; Monci le Viez en 1286 ; Monceot au XIIIe siècle ; Moncy le Viez et Moncy le vieulz en 1334 ; Monchy le Vieils en 1422 ; Moucy le Vielz en 1453 ; Moussiacum Vetus en 1478 ; Moussy le Vielz en 1483.
Beaucoup de communes portent ce nom : il y en a dans la Marne, la Nièvre et le Val d'Oise, mais aussi dans l'Aisne (Moussy-Verneuil). Comme la plupart des toponymes en -y c'est au départ un nom de domaine gallo-romain comportant le suffixe -acum, accolé à un nom de personne (ici Muscius ou Mussius).
La dénomination de le-Neuf et de le-Vieux viendrait du fait que Moussy-le-Vieux aurait été érigé en paroisse en premier.

## Politique et administration

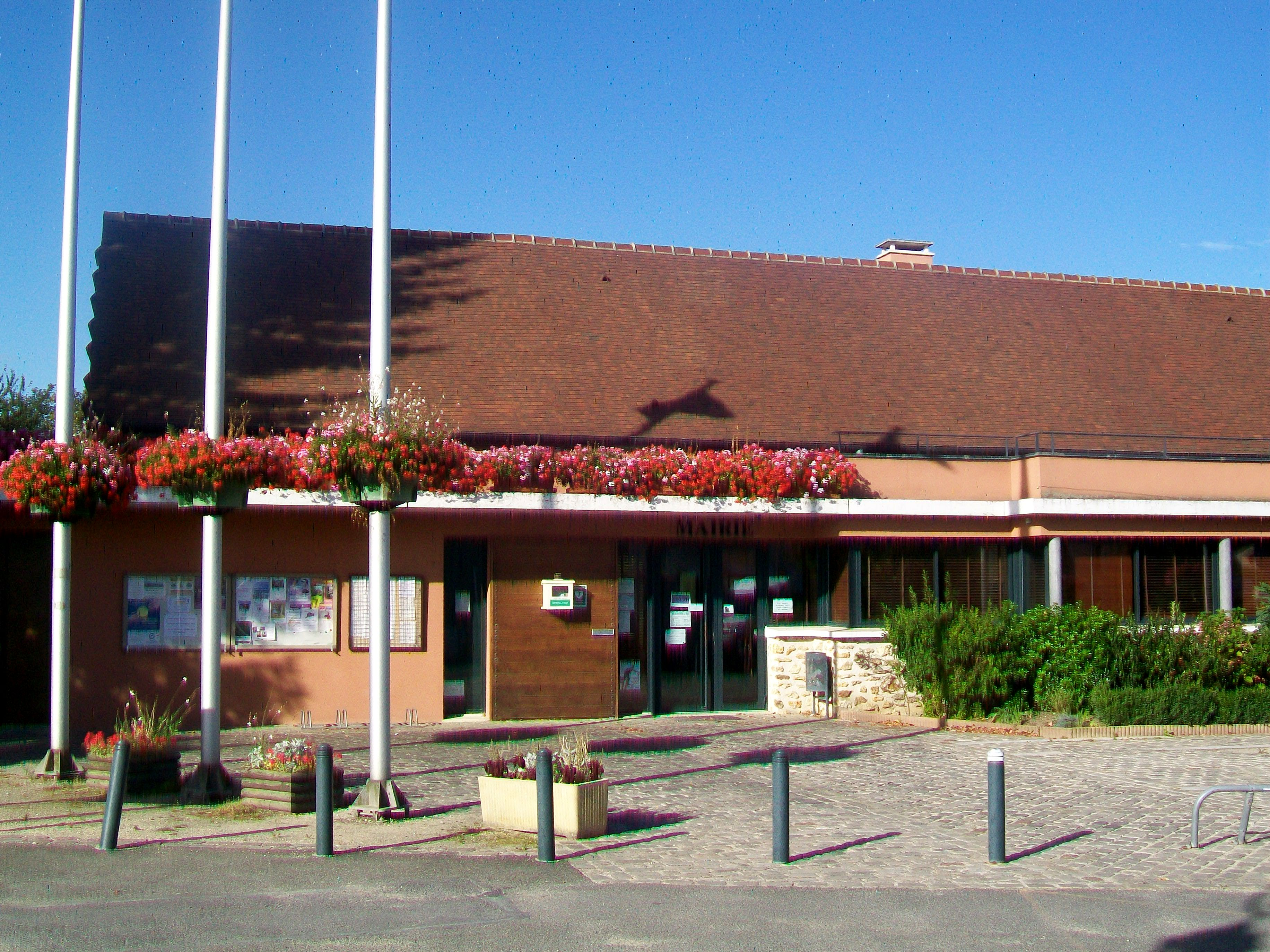
La mairie.

### Liste des maires
| Période                                  | Période      | Identité                | Étiquette | Qualité |
| ---------------------------------------- | ------------ | ----------------------- | --------- | ------- |
| Les données manquantes sont à compléter. |              |                         |           |         |
| avant 1981                               | ?            | Jean-Pierre Podevin     | DVG       |         |
| février 2002                             | juillet 2024 | Armand Jacquemin        | DVG       |         |
| Octobre 2024                             | En cours     | Damien Lanette-Claverie | DVG       |         |

## Équipements et services

### Eau et assainissement
L’organisation de la distribution de l’eau potable, de la collecte et du traitement des eaux usées et pluviales relève des communes. La loi NOTRe de 2015 a accru le rôle des EPCI à fiscalité propre en leur transférant cette compétence. Ce transfert devait en principe être effectif au 1er janvier 2020, mais la loi Ferrand-Fesneau du 3 août 2018 a introduit la possibilité d’un report de ce transfert au 1er janvier 2026,.

#### Assainissement des eaux usées
En 2020, la gestion du service d'assainissement collectif de la commune de Moussy-le-Vieux est assurée par la Communauté d'agglomération Roissy Pays de France pour la collecte, le transport et la dépollution,,.
L’assainissement non collectif (ANC) désigne les installations individuelles de traitement des eaux domestiques qui ne sont pas desservies par un réseau public de collecte des eaux usées et qui doivent en conséquence traiter elles-mêmes leurs eaux usées avant de les rejeter dans le milieu naturel. La Communauté d'agglomération Roissy Pays de France assure pour le compte de la commune le service public d'assainissement non collectif (SPANC), qui a pour mission de vérifier la bonne exécution des travaux de réalisation et de réhabilitation, ainsi que le bon fonctionnement et l’entretien des installations,.

#### Eau potable
En 2020, l'alimentation en eau potable est assurée par la Communauté d'agglomération Roissy Pays de France qui en a délégué la gestion à une entreprise privée, dont le contrat expire le 22 juillet 2021,.

## Population et société

### Démographie
L'évolution du nombre d'habitants est connue à travers les recensements de la population effectués dans la commune depuis 1793. Pour les communes de moins de 10 000 habitants, une enquête de recensement portant sur toute la population est réalisée tous les cinq ans, les populations de référence des années intermédiaires étant quant à elles estimées par interpolation ou extrapolation. Pour la commune, le premier recensement exhaustif entrant dans le cadre du nouveau dispositif a été réalisé en 2006.

En 2022, la commune comptait 1 475 habitants, en évolution de +6,96 % par rapport à 2016 (Seine-et-Marne : +3,92 %, France hors Mayotte : +2,11 %).
| 1793 | 1800 | 1806 | 1821 | 1831 | 1836 | 1841 | 1846 | 1851 |
| ---- | ---- | ---- | ---- | ---- | ---- | ---- | ---- | ---- |
| 412  | 450  | 373  | 366  | 361  | 383  | 371  | 367  | 369  |

| 1856 | 1861 | 1866 | 1872 | 1876 | 1881 | 1886 | 1891 | 1896 |
| ---- | ---- | ---- | ---- | ---- | ---- | ---- | ---- | ---- |
| 328  | 323  | 322  | 300  | 283  | 243  | 258  | 233  | 265  |

| 1901 | 1906 | 1911 | 1921 | 1926 | 1931 | 1936 | 1946 | 1954 |
| ---- | ---- | ---- | ---- | ---- | ---- | ---- | ---- | ---- |
| 260  | 248  | 233  | 224  | 289  | 283  | 288  | 251  | 326  |

| 1962 | 1968 | 1975 | 1982 | 1990 | 1999  | 2006  | 2011 | 2016  |
| ---- | ---- | ---- | ---- | ---- | ----- | ----- | ---- | ----- |
| 324  | 295  | 389  | 657  | 836  | 1 008 | 1 080 | 987  | 1 379 |

| 2021  | 2022  | - | - | - | - | - | - | - |
| ----- | ----- | - | - | - | - | - | - | - |
| 1 476 | 1 475 | - | - | - | - | - | - | - |

## Économie

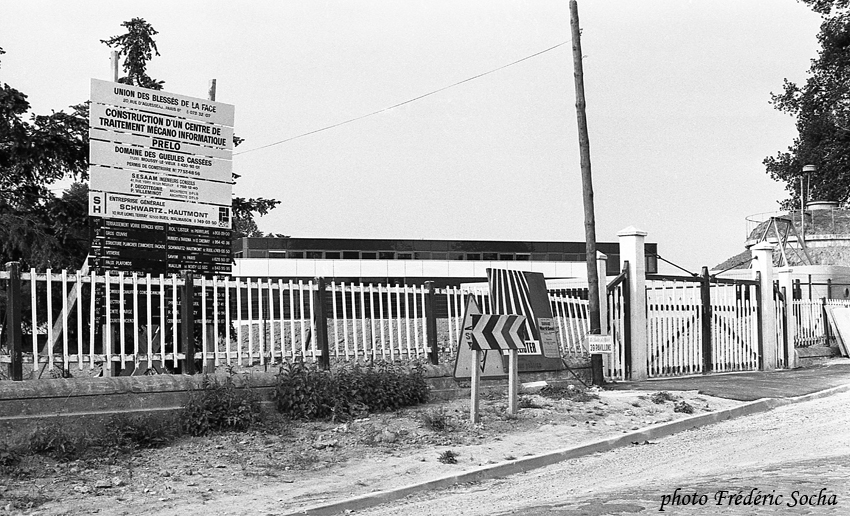
Implantation du Loto national sur le Domaine des Gueules cassées.

Par décret en 1975 un nouveau jeu, le Loto national, est adjoint à la Loterie nationale. L'installation du Centre mécano-informatique pour le traitement des bulletins est proposée sur les terres du Domaine des Gueules cassées à Moussy-le-Vieux. La Française des jeux possède toujours le site, devenu surdimensionné à cause de l'informatisation, mais a l'intention de le vendre.
Aucun commerce ou service n'est présent sur la commune.

### Secteurs d'activité

#### Agriculture
Moussy-le-Vieux est dans la petite région agricole dénommée la « Goële et Multien », regroupant deux petites régions naturelles, respectivement la Goële et le pays de Meaux (Multien). En 2010, l'orientation technico-économique de l'agriculture sur la commune est diverses cultures (hors céréales et oléoprotéagineux, fleurs et fruits).
Si la productivité agricole de la Seine-et-Marne se situe dans le peloton de tête des départements français, le département enregistre un double phénomène de disparition des terres cultivables (près de 2 000 ha par an dans les années 1980, moins dans les années 2000) et de réduction d'environ 30 % du nombre d'agriculteurs dans les années 2010. Cette tendance se retrouve au niveau de la commune où le nombre d’exploitations est passé de 3 en 1988 à 2 en 2010. Parallèlement, la taille de ces exploitations augmente, passant de 142 ha en 1988 à 235 ha en 2010.
Le tableau ci-dessous présente les principales caractéristiques des exploitations agricoles de Moussy-le-Vieux, observées sur une période de 22 ans : 
|                                      | 1988 | 2000 | 2010 |
| ------------------------------------ | ---- | ---- | ---- |
| Dimension économique,                |      |      |      |
| Nombre d’exploitations (u)           | 3    | 2    | 2    |
| Travail (UTA)                        | 11   | 4    | 3    |
| Surface agricole utilisée (ha)       | 426  | 441  | 470  |
| Cultures                             |      |      |      |
| Terres labourables (ha)              | 413  | s    | s    |
| Céréales (ha)                        | 262  | s    | s    |
| dont blé tendre (ha)                 | 180  | s    | s    |
| dont maïs-grain et maïs-semence (ha) | 65   | s    |      |
| Tournesol (ha)                       | 0    |      |      |
| Colza et navette (ha)                | s    | s    | s    |
| Élevage                              |      |      |      |
| Cheptel (UGBTA)                      | 16   | 0    | 0    |

## Culture locale et patrimoine

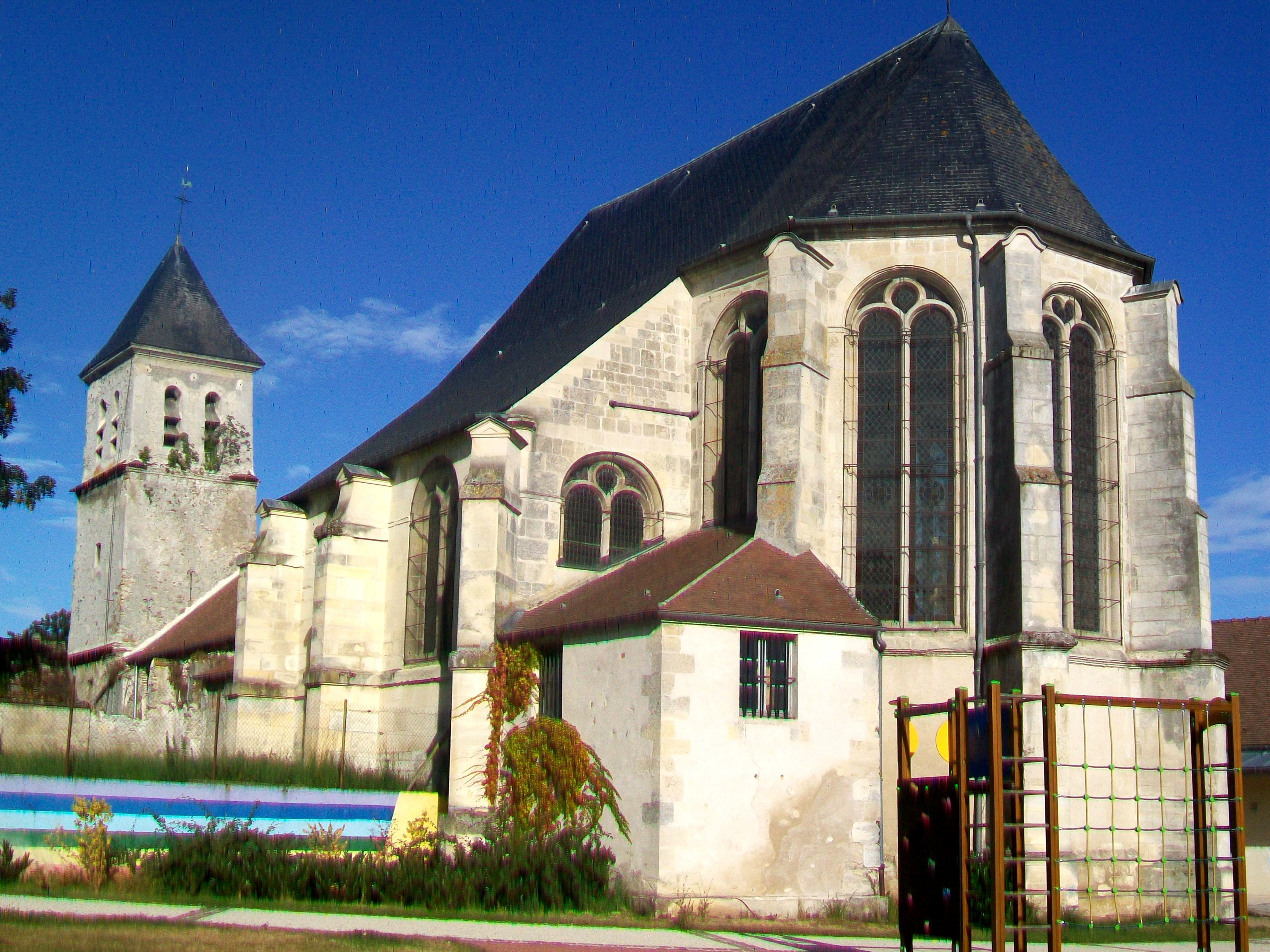
L'église vue depuis le sud-est.

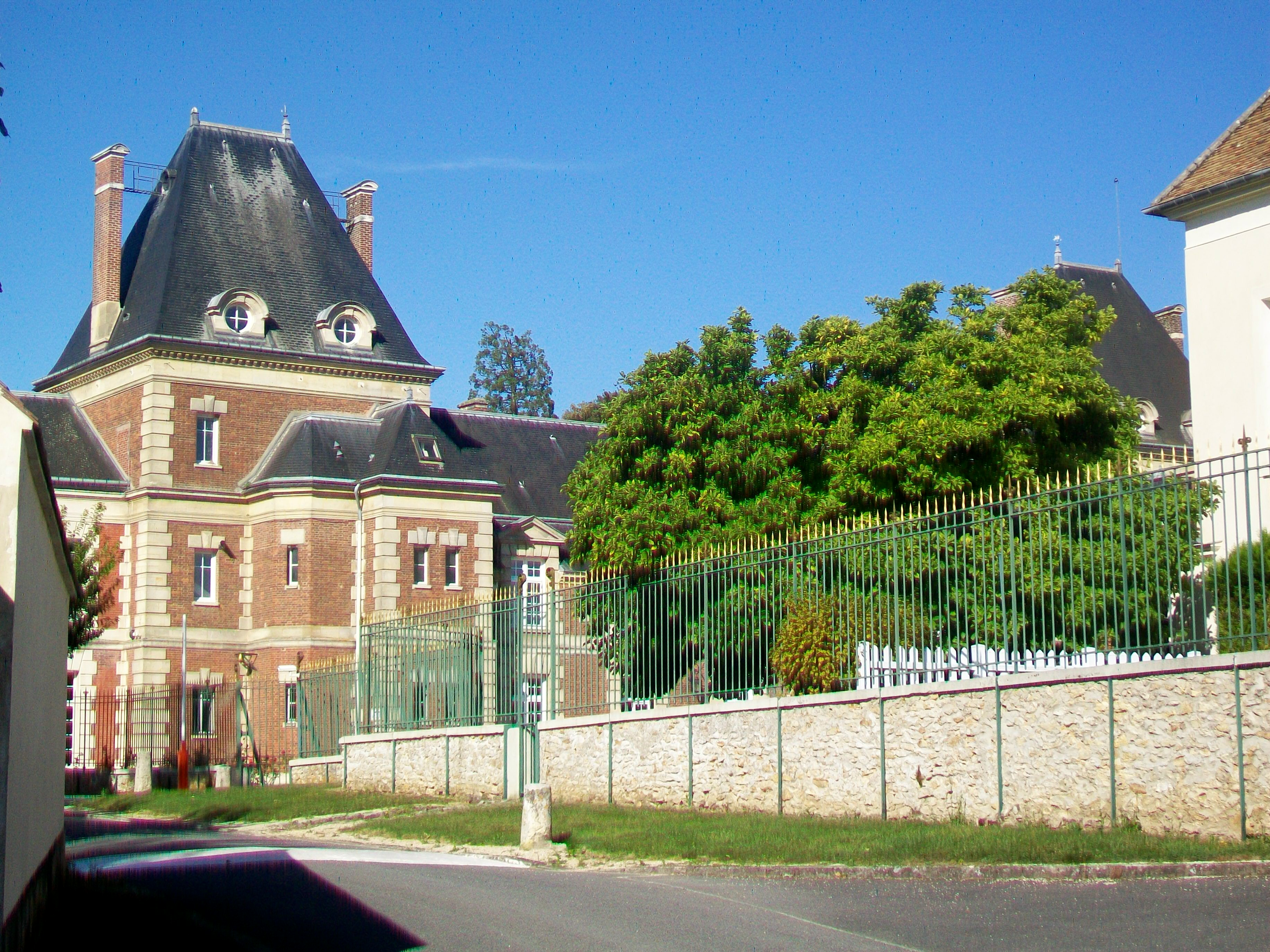
Le château.

### Lieux et monuments
- L'église Saint-Martin, rue de Paris (inscrite monument historique par arrêté du 30 juillet 1980[54],[55]) : chœur gothique du XVe siècle et nef très basse du XVIe siècle[56].
- Le domaine des Gueules cassées, rue du Colonel-Picot : le château de Moussy ayant accueilli les  soldats de la Première Guerre mondiale mutilés du visage[57].
- Le cimetière militaire comprenant la tombe du colonel Picot.

### Personnalités liées à la commune
- Le colonel Yves Picot (1862-1938), premier président de l'association des Gueules cassées, décédé au château du Coudon (Var) en 1938, a souhaité être inhumé à Moussy-le-Vieux.